# Cemitério São Miguel e Almas
O Cemitério da Irmandade do Arcanjo São Miguel e Almas é um cemitério brasileiro localizado na cidade de Porto Alegre. Foi o primeiro cemitério vertical da América Latina e reúne centenas de obras de arte produzidas entre 1820 e 1940, criadas por artistas europeus e locais, que podem ser observadas nos túmulos existentes.

## Histórico
O cemitério foi projetado pelo engenheiro italiano Armando Boni, e iniciou suas atividades em 1909. A Irmandade do Arcanjo São Miguel e Almas foi fundada em 1773, na Igreja Matriz do povoado de Nossa Senhora da Madre de Deus de Porto Alegre, sendo uma das instituições mais antigas de Porto Alegre - fundada em 1772.
No final do século XIX, com a reestruturação urbana na cidade, visando melhorias para seus habitantes, transferiu-se os locais de sepultamento da Irmandade, que se localizavam no terreno desde os fundos da Igreja Matriz até a Rua Coronel Fernando Machado (à época Rua do Arvoredo), para um lugar distante. Com o crescimento urbano, a cidade envolveu totalmente a chamada região dos cemitérios. Como a área para a sua ocupação é um morro, portanto um terreno acidentado que dificultaria o sepultamento no solo, foi desenvolvido um projeto pioneiro com a utilização de catacumbas dispostas em diversas galerias e pavimentos sustentados por colunas permitindo, desta forma, um melhor aproveitamento do espaço físico.
Um dos melhores exemplos de arte funerária de Porto Alegre se encontra neste cemitério, onde anjos abrem o túmulo de Cristo diante de um romano espantado. 

## Estrutura e serviços
O Cemitério Irmandade do Arcanjo São Miguel e Almas funciona 24 horas por dia, todos os dias da semana, ou seja, sempre aberto. Porém, o horário para visitação das galerias é limitado, diferenciado.
O Cemitério dispõe, 24 horas por dia de atendimento ao público através da Secretaria e Provedoria da Irmandade para informações, recebimento das anuidades, das taxas de conservação e perpetuidades, espaço para alimentação com lanches rápidos, serviços de segurança e monitoramento por câmeras em todo ambiente, inclusive da área reservada para estacionamento de veículos, Igreja para missas de corpo presente (mediante disponibilidade), diversas Capelas, Capela de cerimoniais (com serviços de áudio e imagem, bem como visualização de cerimônia via internet à disposição das pessoas contratantes dos respectivos serviços (mediante disponibilidade), Missa aberta ao público todos os Domingos às 9h e toda a primeira sexta-feira do mês às 16h30min, serviço de encomendação de almas, sepultamentos, cremação e velário.

## Localização
O São Miguel e Almas está localizado no morro da Azenha (nome atual do bairro), local da primeira batalha entre revolucionários e legalistas na Guerra dos Farrapos, com vitória dos farroupilhas comandados por José Gomes de Vasconcelos Jardim e Onofre Pires da Silveira Canto.
É próximo ao Estádio Olímpico Monumental, do Grêmio Porto-Alegrense, e em seu entorno estão também o Cemitério da Santa Casa de Misericórdia, o Cemitério Evangélico de Porto Alegre, o Cemitério Ecumênico João XXIII, o Cemitério Luterano e o Cemitério da União Israelita.

## Sepultados ilustres
- Aldo Locatelli, artista plástico;
- Caio Fernando Abreu, escritor e jornalista[2] (transferido para o Cemitério Ecumênico João XXIII);
- Érico Veríssimo, escritor;
- Ildo Meneghetti, ex-governador do Rio Grande do Sul;
- Lupicínio Rodrigues, cantor;
- Mário Quintana, poeta;
- Tatata Pimentel, jornalista e apresentador de televisão;
- Glaucus Saraiva, Poeta Crioulo, Folclorista Tradicionalista gaucho;
- Eurico Lara, futebolista;
- Paixão Cortes, tradicionalista;
- Cláudio Cabral, jornalista.